# 小行星3035
小行星3035（3035 Chambers）是一颗绕太阳运转的小行星，为主小行星带小行星。该小行星于1924年3月7日发现。
該小行星以哈佛-史密松天體物理中心的英國博士前期研究員約翰·埃里克·錢伯斯（John Eric Chambers）命名。

## 轨道参数
小行星3035的轨道半长轴为2.6322867 UA，离心率为0.134。